# Watto
Watto is een Toydarian personage uit de Star Wars saga. Andy Secombe voorziet Watto van zijn stem in Star Wars: Episode I: The Phantom Menace (1999) en Star Wars: Episode II: Attack of the Clones (2002). Watto is een blauwe, gevleugelde Toydariaan en de eigenaar van slaven Shmi Skywalker en haar zoon Anakin Skywalker.
Watto is een lichtgeraakte smoezelige toydariaan met een zwak voor geld en gokken. Hoewel zijn winkel een van de kleinere in Mos Espa is, biedt Watto's schroothoop toch een weelde aan overtollige apparatuur en reserveonderdelen. Hij kan tegen de Kracht manipulaties die Jedi Qui-Gon Jinn op hem uitprobeert. 

## Episode I: The Phantom Menace
Na het winnen van een weddenschap op de uitslag van de beroemde sport podrace met Gardulla de Hutt verwerft Watto de menselijke slaven Shmi Skywalker en haar zoon Anakin Skywalker die hij aan het werk zet in zijn winkel. Hij mag Anakin graag, vooral nadat deze een vaardigheid in het repareren van machines heeft laten zien.
Watto is niet principieel tegen het houden van slaven, maar behandelt ze wel goed. Dat heeft waarschijnlijk te maken met de waarde van de slaven, in het bijzonder Anakin. Anakin levert niet alleen veel winst op met reparaties, hij neemt ook voor Watto aan de Podraces deel.
Anakin was een zeer goede piloot, de enige mens die succesvol kon meedingen in de verraderlijk snelle sport die podracen is. Wanneer Anakin echter tegen de Dug Sebulba in het strijdperk treedt, zet Watto altijd geld in op Sebulba omdat hij altijd wint!.
Watto's hebzucht en voorliefde voor gokken krijgen de overhand als Jedi Meester Qui-Gon Jinn en de jonge koningin Padmé Amidala van Naboo (vermomd als dienstmeisje) zijn pad kruisen. Watto zet een nieuwe Hyperdrive én Anakin in op Sebulba en Qui-Gon zet zijn ruimteschip in op Anakin. Voor één keer verliest Sebulba de Boonta Eve Classic waarna Watto treurt omdat hij zijn beste slaaf verloren heeft.

## Episode II: Attack of the Clones
In Episode II is het tien jaar na Episode I. Watto komt Anakin Skywalker weer tegen in Mos Espa, wanneer deze naar zijn moeder zoekt. Watto is verbaasd om de volwassen Anakin te zien. Maar nog verbaasder is hij, wanneer hij Anakin ziet in het gewaad van een Jedi. Het gaat schijnbaar heel slecht met de handel als hij zijn voormalige slaaf vraagt om hem te helpen met schulden innen. Maar Anakin wil maar een ding: zijn moeder vinden. Watto verteld dat een boer, genaamd Cliegg Lars, Shmi Skywalker heeft vrijgekocht. Ze woont nu samen met Cliegg, en is zelfs getrouwd. Watto laat hem binnen zijn schrootwinkeltje zien waar Anakin Shmi kan vinden. Hierna gaat Anakin spoedig verder, samen met zijn nieuwe liefde, de Nabooaanse senator Padmé Amidala.